# Mort Shuman
Mort Shuman (12 de noviembre de 1936 - 2 de noviembre de 1991) fue un cantante, pianista y compositor norteamericano, autor de numerosos éxitos musicales de los años 1960 como «Viva Las Vegas» o Sweets for My Sweet. También escribió muchas canciones en francés, como «Le Lac Majeur», «Allo Papa Tango Charlie», «Sha Mi Sha», «Un Eté de Porcelaine» y «Brooklyn by the Sea» que fueron un éxito en Francia.

## Biografía
Shuman nació en Brooklyn, Nueva York. Descendiente de inmigrantes judíos polacos, asistió al Abraham Lincoln High School, y posteriormente estudió música en el conservatorio de Nueva York. Aficionado al R&B, tras conocer a Doc Pomus formó junto a él un tandem compositivo al servicio de la compañía Aldon Music, cuyas oficinas se encontraban en el mítico edificio Brill de Manhattan. La colaboración entre ambos compositores consistió en Pomus ejerciendo de letrista y Shuman escribiendo las melodías, aunque ocasionalmente cada uno se ocupó de ambas cosas. Sus composiciones fueron grabadas por artistas como Dion, The Flamingos, Andy Williams, Bobby Darin, Fabian, Ajda Pekkan The Drifters y Elvis Presley, entre otros. Sus canciones más famosas fueron «A Teenager in Love», «Turn Me Loose», «This Magic Moment», «Save The Last Dance For Me», «Little Sister», «Can't Get Used to Losing You», «(Marie's the Name) His Latest Flame», «Viva Las Vegas» and «Sweets for My Sweet».
Con la llegada de la British invasion se trasladaron a Londres, donde continuaron escribiendo canciones para un buen número de artistas británicos. Tras la ruptura de la relación profesional con Doc Pomus en 1965, Shuman se mudó a París, donde escribió canciones para Johnny Hallyday y se embarcó en su propia carrera discográfica. Uno de sus principales éxitos a comienzos de los 1970 fue (Il Neige Sur) Le Lac Majeur. También escribió un par de éxitos en el Reino Unido, como el «Sha-La-La-La-Lee» de The Small Faces, escrito junto a Kenny Lynch, así como el musical, Budgie (con letras de Don Black). Con el compositor galés Clive Westlake, escribió «Here I Go Again», grabado por The Hollies. Billy J. Kramer también alcanzó el éxito con un tema escrito por Shuman, «Little Children».
En 1968, Shuman colaboró con Eric Blau adaptando las letras en francés del compositor belga Jacques Brel usadas en la exitosa producción off-Broadway, Jacques Brel is Alive and Well and Living in Paris. Muchas de las canciones del espectáculo fueron posteriormente grabadas por Scott Walker. El año siguiente colaboró en la banda sonora de la película Sex O'Clock U.S.A., que fue notable al presentar una de las primeras canciones de temática abiertamente gay, «You're My Man» Otra de las canciones de la banda sonora, «Baby Come On» se convirtió en un modesto éxito en las listas Hot Dance Club Songs, alcanzando el puesto 37 en julio de 1977. 
También trabajó ocasionalmente como actor, apareciendo junto a Jodie Foster en The Little Girl Who Lives Down the Lane.
Murió de cáncer el 2 de noviembre de 1991, diez días antes de cumplir 55 años, dejando esposa, Maria-Pia y cuatro hijas, Maria-Cella, Barbara, Maria-Pia y Eva-Maria. Su compañero Doc Pomus había fallecido en marzo de ese mismo año.

## Premios y reconocimientos
Shuman fue incluido en el Salón de la Fama de los Compositores en 1992. En 2010 recibió, junto a otros compositores, el premio Ahmet Ertegun, concedido por el Salón de la Fama del Rock and Roll.

## Discografía
- Imagine., 1976.

Sencillos
- Le Lac Majeur., 1973.
- La Splendeur De Rome., 1974.
- Imagine (Mort Shuman song)., 1976.
- Machines (Mort Shuman song)., 1980.